# Юндунов, Насак Иролтуевич
Насак Иролтуевич Юндунов — советский хозяйственный, государственный и политический деятель.

## Биография
Родился в 1916 году в улусе Шандали. Член КПСС.
С 1934 года — на хозяйственной, общественной и политической работе — заведующий отделом Агинского аймачного комитета ВЛКСМ, заведующий Агинским (Бурят-Монгольским) окружным земельным отделом, заведующий Сельскохозяйственным отделом Агинского окружного комитета ВКП(б).
С 1939 по 1945 год — на службе в РККА. Участник Великой Отечественной войны, командир миномётного батальона, майор.
В 1946—1981 гг. — председатель Исполнительного комитета Агинского окружного Совета, 1-й секретарь Агинского Бурятского окружного комитета КПСС, 1-й секретарь Оловяннинского районного комитета КПСС, 1-й секретарь Забайкальского районного комитета КПСС, председатель Читинского Совета ветеранов Великой Отечественной войны.
Умер в 1981 году.